# 413 до н. е.

## Події
- завоювання Спартою Декелеї.
- Консулами Римської республіки були обрані Авл Корнелій Косс та Луцій Фурій Медуллін. Консули успішно воювали з вольсками.

### Астрономічні явища
- 18 лютого. Кільцеподібне сонячне затемнення.[1]
- 14 серпня. Кільцеподібне сонячне затемнення.[1]

## Померли
- Нікій — давньогрецький політичний діяч.
- Демосфен — давньогрецький полководець.